# Fountain Hill (Arkansas)
Fountain Hill is een plaats (town) in de Amerikaanse staat Arkansas, en valt bestuurlijk gezien onder Ashley County.

## Demografie
Bij de volkstelling in 2000 werd het aantal inwoners vastgesteld op 159.
In 2006 is het aantal inwoners door het United States Census Bureau geschat op 151, een daling van 8 (-5,0%).

## Geografie
Volgens het United States Census Bureau beslaat de plaats een oppervlakte van
1,5 km², geheel bestaande uit land. Fountain Hill ligt op ongeveer 51 m boven zeeniveau.

## Geboren
- Joseph Jackson (1928-2018), vader van Michael en Janet Jackson

## Plaatsen in de nabije omgeving
De onderstaande figuur toont nabijgelegen plaatsen in een straal van 32 km rond Fountain Hill.